# قلعة بني سلامة
قلعة بني سلامة أو قلعة ابن خلدون هي قلعة أثرية تقع بمدينة فرندة بولاية تيارت، الجزائر. أخذت هذه القلعة شهرتها بسبب إقامة المؤرخ ابن خلدون قرابة أربع سنوات، 1375 م إلى 1379 م حيث كتب كتابه المقدمة.